# Sayed Redha Isa
Sayed Redha Isa Hasan Radhi Hashim (arab. سيد رضا عيسى حسن; ur. 7 sierpnia 1994) – bahrajński piłkarz grający na pozycji pomocnika. Od 2019 jest zawodnikiem klubu Riffa SC.

## Kariera piłkarska
Swoją karierę piłkarską Isa rozpoczął w klubie Malkiya SCC, w którym w 2015 roku zadebiutował w pierwszej lidze bahrajńskiej. W sezonie 2016/2017 wywalczył z nim mistrzostwo Bahrajnu. W 2019 przeszedł do klubu Riffa SC.

## Kariera reprezentacyjna
W reprezentacji Bahrajnu Isa zadebiutował 7 października 2016 w wygranym 3:1 towarzyskim meczu z Filipnami. W 2019 roku został powołany do kadry na Puchar Azji.